# Halenia gentianoides
Halenia gentianoides är en gentianaväxtart som beskrevs av Hugh Algernon Weddell. Halenia gentianoides ingår i släktet Halenia och familjen gentianaväxter. Inga underarter finns listade i Catalogue of Life.